# Мамлюк (фильм)
«Мамлюк» (груз. მამლუქი) — художественный фильм студии «Грузия-фильм» 1958 года, историческая драма по повести «Мамелюк» писателя Уиараго (Кондратия Татаришвили).

## Название
В переводе с арабского языка «мамлюк» означает белый пленник, раб. «Мамлюками» с древних времён называли пленных воинов в Египте, куда их продавали в рабство из тюркских и кавказских стран, в т.ч. и из Грузии. Со временем, мамлюки в Египте превратились в крупных феодалов-беев и захватили власть. Они правили Египтом несколько веков, вплоть до нашествия Наполеона.

## Сюжет
Грузия второй половины XVIII века разорена бесчисленными нашествиями внешних врагов и раздроблена на несколько отдельных царств. Крепости на побережье Чёрного моря стали центрами продажи пленников. Грузинские князья и дворяне похищают детей у крестьян и продают их чужеземным купцам, а те увозят их за море, на невольничьи рынки.
1759 год. Царство Имеретия. Царь Соломон I издаёт указ о запрещении работорговли. Каждый должен ловить и ослеплять обнаруженных работорговцев, иначе сам будет казнён.
1768 год. Похищения детей у крестьян князьями и дворянами всё же продолжаются, хотя теперь уже нелегально. Двух мальчиков-друзей — Гочу и Хвичу поочерёдно похищают дворяне. Хвичу они держат в доме князя Чаришвили и несмотря на сопротивление матери князя и священника Маркоза, продают на черноморское побережье посреднику Фазиль-паши. Перед этим Хвича успевает познакомиться и подружиться с дочкой священника Цирой.
От Фазиль-паши, Хвича попадает на работорговый корабль османских купцов, которые привозят его, вместе с другими пленниками, на невольничий рынок в Стамбул. Там Хвича случайно встречается с другом Гочей, которого тоже недавно привезли и его уже купил венецианский купец. А Хвичу покупает османский купец Хуссейн-ага. Обоих друзей забирают в рабство, чтобы сделать из них со временем верных и безжалостных воинов. Гочу увозят в Венецию, а Хвичу — в Египет, к мамлюкскому султану.
В Каире, султан мамлюков Али-бей, который только что вернул власть в Египте, победив османов, мамлюкским беям и подавил восстание бедняков-феллахов, покупает Хвичу, даёт ему новое мусульманское имя «Махмуд» и делает его своим приёмным сыном. Хвича «Махмуд» усердно обучается в мусульманском медресе.
1780-е годы. Хвича «Махмуд» вырос и стал доблестным египетским воином-мамлюком. На воинских состязаниях он побеждает лучшего воина мамлюков — Аслан-бея. Однажды, под окнами гарема Аслан-бея «Махмуд» слышит женское пение на родном  грузинском языке. Он пытается познакомиться с девушкой, и та оказывается его старой знакомой Цирой, которую тоже украли, когда она подросла. Теперь имя Циры — «Зейнаб». «Махмуд» пытается помочь «Зейнаб» сбежать, но побег срывается. Стражники убивают Циру, а «Махмуда» сажают в тюрьму. Через некоторое время его освобождают и отправляют в войска, чтобы он в сражениях «искупил свою вину».
1790-е годы. Прошло много лет. «Махмуд» во многих сражениях доблестью заслужил себе воинскую славу и уважение у мамлюков-воинов, и они избирают его на важную воинскую должность. В бесконечных боях и походах он забыл свое горе. «Махмуд» становится одним из главных мамлюкских беев Египта.
1798 год. Наполеон Бонапарт совершает свой Египетский поход. В пустыне, у подножия древних пирамид, где идет бой между войском Наполеона и мамлюками Египта, случайно вновь встречаются друзья детства. Мамлюк «Махмуд» во время поединка с французским офицером — «венецианским сотником», ранит того. Сотник, падая с коня на песок, восклицает по-грузински «Вай, нана!» («Ой, мама!»). И тут «Махмуд» Хвича узнает в нём своего товарища по детским играм — Гочу.

## В ролях
- Дато Данелия — Хвича в детстве
- Важа Джоджуа — Гоча в детстве
- Манана Лондаридзе — Цира в детстве
- Отар Коберидзе — взрослый Хвича «Махмуд»
- Владислав Вашадзе — взрослый Гоча «венецианский сотник»[1]
- Лия Элиава — взрослая Цира «Зейнаб»
- Михаил Вашадзе — Тагуйя, отец Хвичи
- Дудухана Церодзе — Мзэха, мать Хвичи
- Эдишер Магалашвили — дворянин Бартка Ревия
- Верико Анджапаридзе — княгиня-мать Родам
- Бухути Закариадзе — священник, отец Маркоз
- Шакро Гомелаури — купец Али-Юсуф
- Григол Костава — купец Зайдол
- Гурам Сагарадзе — купец Ибрагим
- Зураб Лаперадзе — купец Али-Хуссейн-ага
- Акакий Хорава — мамлюкский султан Али-бей
- Георгий Шавгулидзе — мамлюк Аслан-бей
- Тариэл Сакварелидзе[груз.] — Наполеон Бонапарт

## Историческая достоверность
- Мамлюк Хвича «Махмуд» является вымышленной личностью, однако его названный отец Али-бей является исторической персоной, также как и Наполеон Бонапарт. Али-бей являлся правителем мамлюков и султаном Египта с 1768 года. Однако он был убит в 1773 году своим близким другом Мухаммад-беем, и поэтому в 1780-е годы и в 1790-е годы мамлюками Египта правил уже другой исторический персонаж - Ибрагим-бей. Однако несмотря на то, что этот правитель несколько раз показан в фильме, его имя там не называется, и в титрах Ибрагим-бей также не указан.
- Командующий всем войском мамлюков во время сражения с Наполеоном - Мурад-бей один раз упоминается в фильме во время сцены финала поединка Хвичи «Махмуда» и Гочи «венецианского сотника»: «Махмуд-бей, ...Мурад-бей послал за тобой...». Но визуально Мурад-бей в фильме нигде не обозначен.